# Station Okubo (Hyogo)
Okubo  (大久保駅,  Ōkubo-eki) is een spoorwegstation in de Japanse stad Akashi, in de prefectuur Hyōgo. Het wordt aangedaan door de JR Kobe-lijn. Het station heeft twee eilandperrons met daaraan vier sporen. 
 Het station dient niet verward te worden met gelijknamige stations in Tokio, Katagami en Uji.

## Treindienst

### JR West
| 1,2 | ■ JR Kobe-lijn | richting Sannomiya, Amagasaki en Osaka |
| 3,4 | ■ JR Kobe-lijn | richting Kakogawa en Himeji            |

## Geschiedenis
Het station werd in 1888 geopend aan de spoorlijn tussen Akashi en Himeji. In 1996 kreeg het station haar huidige vorm.

## Overig openbaar vervoer
Aan de noordkant van het station bevindt zich een busstation voor lokale bussen (binnen Akashi) en aan de zuidkant een busstation voor langeafstandsbussen.

## Stationsomgeving
- Stations  Eigashima en Nakayagi aan de Sanyo-hoofdlijn.
- O’s Town (winkelcentrum)
- Mycal Akashi (winkelcentrum)
- Akashi Medisch Centrum (ziekenhuis)
- Lawson
- Daily Yamazaki
- Autoweg 2

(Tōkaidō-lijn<<) · Ōsaka · Tsukamoto · Amagasaki · Tachibana · Koshienguchi · Nishinomiya · Sakura-Shukugawa · Ashiya · Konan-Yamate · Settsu-Motoyama · Sumiyoshi · Rokkomichi · Nada · Sannomiya · Motomachi · Kōbe · Hyōgo · Shin-Nagata · Takatori · Suma-Kaihinkōen · Suma · Shioya · Tarumi · Maiko · Asagiri · Akashi · Nishi-Akashi · Okubo · Uozumi · Tsuchiyama · Higashi-Kakogawa · Kakogawa · Hoden · Sone · Himeji-Bessho · Gochaku · Himeji · (>>Sanyō-lijn) 

Wadamisaki-lijn: Hyōgo · Wadamisaki